# Studio Fantasia
Studio Fantasia (スタジオ・ファンタジア,?, Sutajio Fantajia) è uno studio di animazione giapponese fondato da Tomohisa Iizuka, che aveva precedentemente lavorato alla Tsuchida Production, il 12 ottobre 1983, con sede a Tokyo.

## Produzioni

### OVA
- 1988 - Project A-ko 3: Cinderella Rhapsody
- 1990 - A-Ko the Versus
- 1991 - EXPER ZENON
- 1991 - Otaku No Video
- 1994~1996 - Aozora Shōjotai
- 1997~1999 - AIKa
- 2000 - Honō no Labyrinth
- 2005 - Stratos 4 Advance
- 2005 - Sentou Yousei Shoujo Tasukete! Mave-chan
- 2005 - Saikano Another Love Song
- 2005 - Kirameki Project
- 2007 - AIKa R-16: Virgin Mission
- 2009 - AIKa ZERO

### TV
- 2001 - Najica Dengeki Sakusen
- 2003 - Stratos 4
- 2003 - Kimi ga Nozomu Eien
- 2006 - Sōkō no Strain
- 2008 - Crystal Blaze